# قیفک دودی
قیفک دودی (نام علمی: Conus fumigatus) نام یک گونه از سرده قیفک‌ها است.